# NGC 2490
NGC 2490 је галаксија у сазвежђу Близанци која се налази на NGC листи објеката дубоког неба.
Деклинација објекта је + 27° 4' 40" а ректасцензија 7h 59m 17,9s. Привидна величина (магнитуда) објекта NGC 2490 износи 14,6 а фотографска магнитуда 15,6. NGC 2490 је још познат и под ознакама MCG 5-19-27, CGCG 148-78, PGC 22382.